# Chenoa (Illinois)
Chenoa város az USA Illinois államában, McLean megyében. Lakosainak száma 1720 fő (2020. április 1.).

## Népesség
A település népességének változása:
| Lakosok száma | 1063 | 1785 | 1720 |
|               | 1880 | 2010 | 2020 |